# Сорри, Пьетро
Пьетро Сорри (итал. Pietro Sorri; 1556, Сиена — 1622, Сиена) — итальянский живописец сиенской школы периода маньеризма. Работал в Сиене (Тоскана) и других городах Италии. Писал пейзажи и портреты, а также картины на библейские и исторические сюжеты.

## Биография
Пьетро Сорри учился у сиенского художника Арканджело Салимбени, а затем у Доменико Пассиньяно, которого сопровождал в поездке в Венецию. Некоторые из произведений Пьетро Сорри находятся во Флоренции и других городах Тосканы, особенно в Пизе. Среди его учеников были Джованни Стефано Росси, Бернардо Строцци и Астольфо Петрацци. Он также действовал в Лукке, Генуе, Милане и Павии.
Он также написал алтарный образ для церкви Сан-Амброджо в Масса-ди-Каррара.

## Галерея

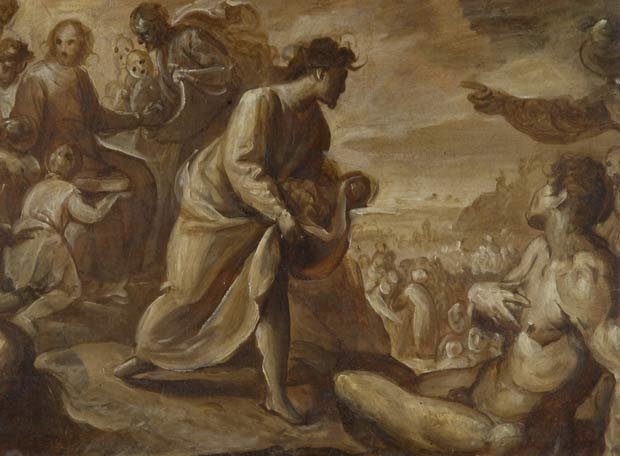
Чудесное умножение хлебов и рыб. Гризайль, холст, масло. Уффици, Флоренция
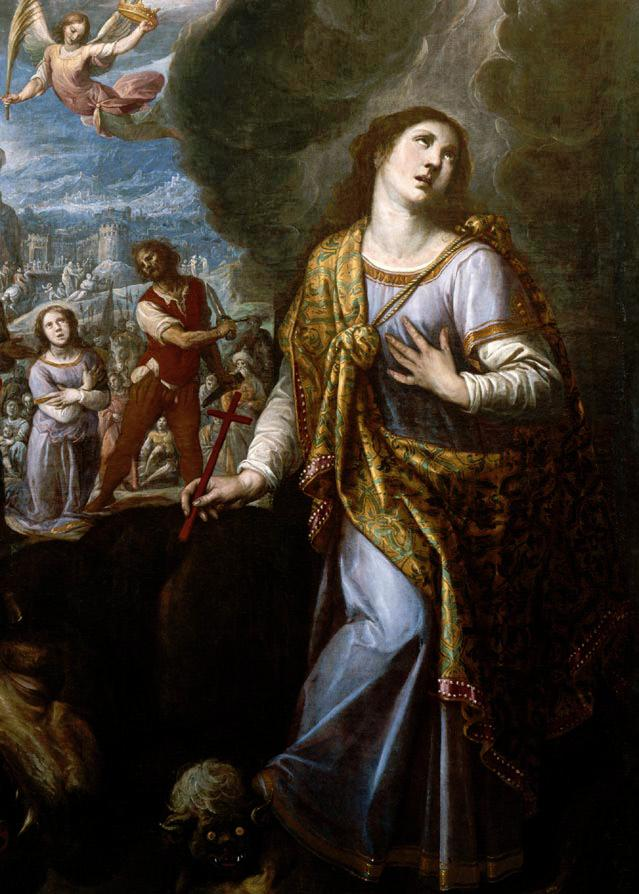
Святая Маргарита. 1610. Холст, масло. Монастырь Дескальсас Реалес, Вальядолид, Испания
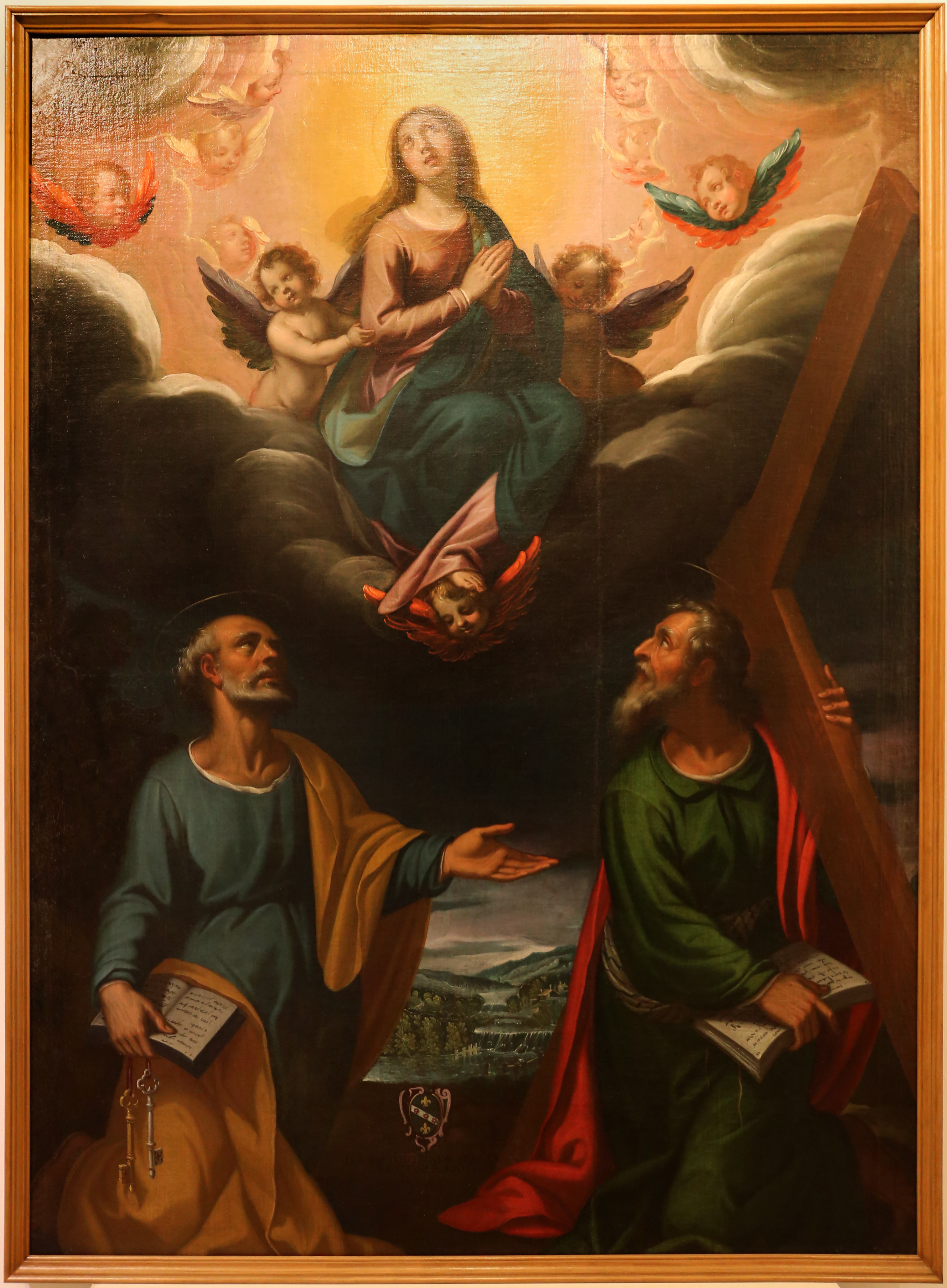
Ассунта (Вознесение Девы Марии) со святыми Петром и Андреем. Музей церковного искусства, Буонконвенто, Тоскана
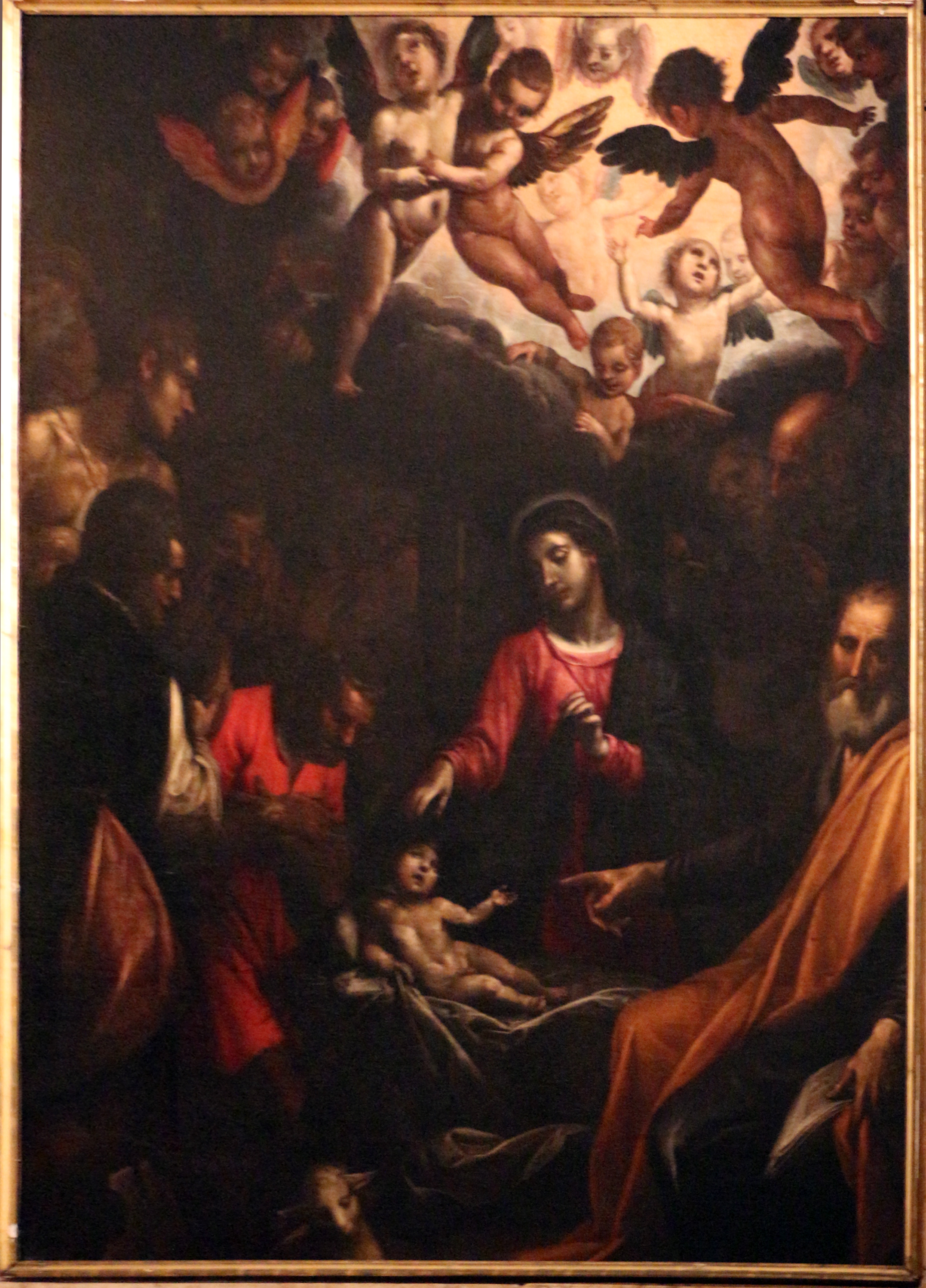
Рождество. Капелла Ченами, церковь Сан-Фредиано, Лукка
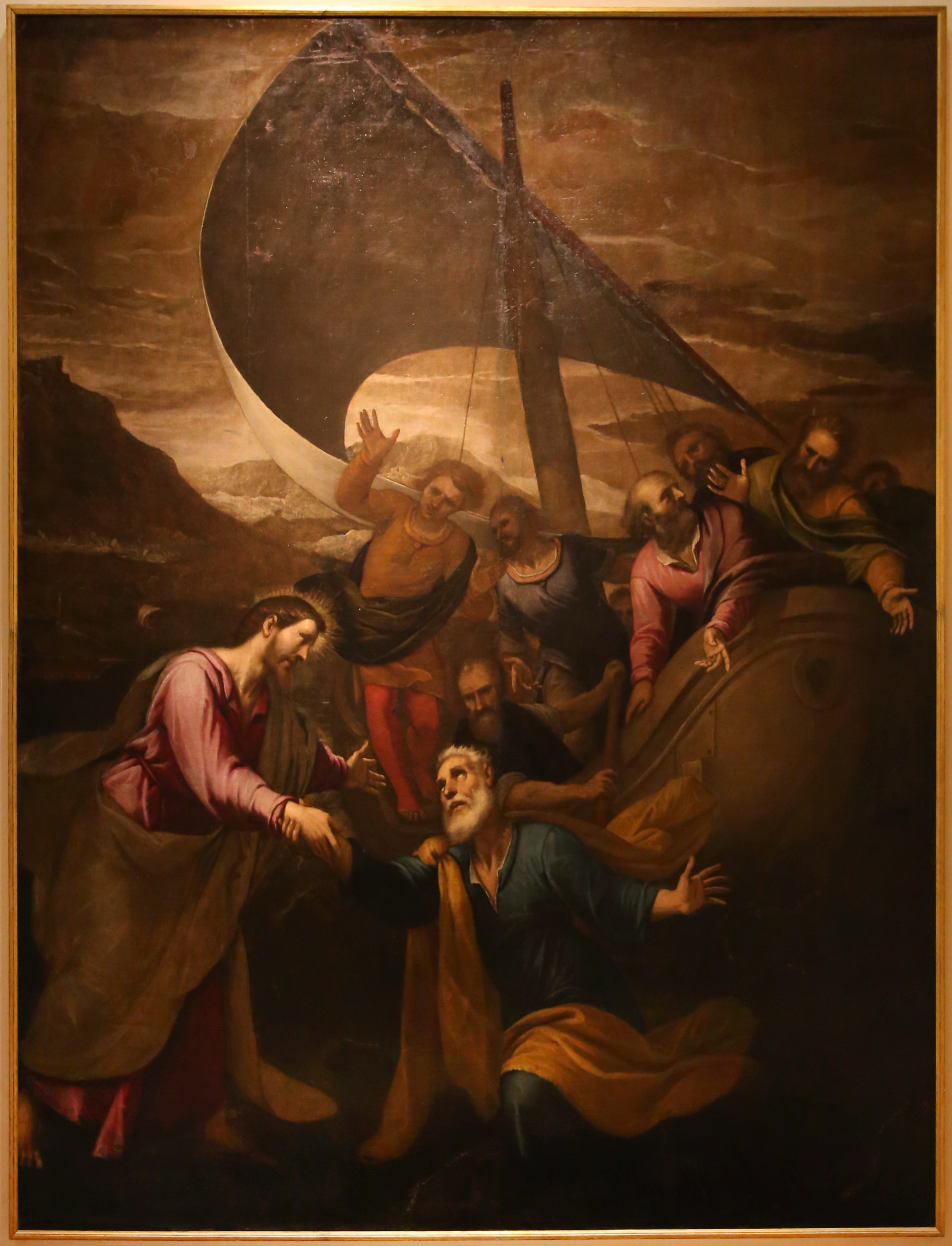
Призвание Святого Петра. 1600-1625. Холст, масло. Палаццо Пубблико, Лукка
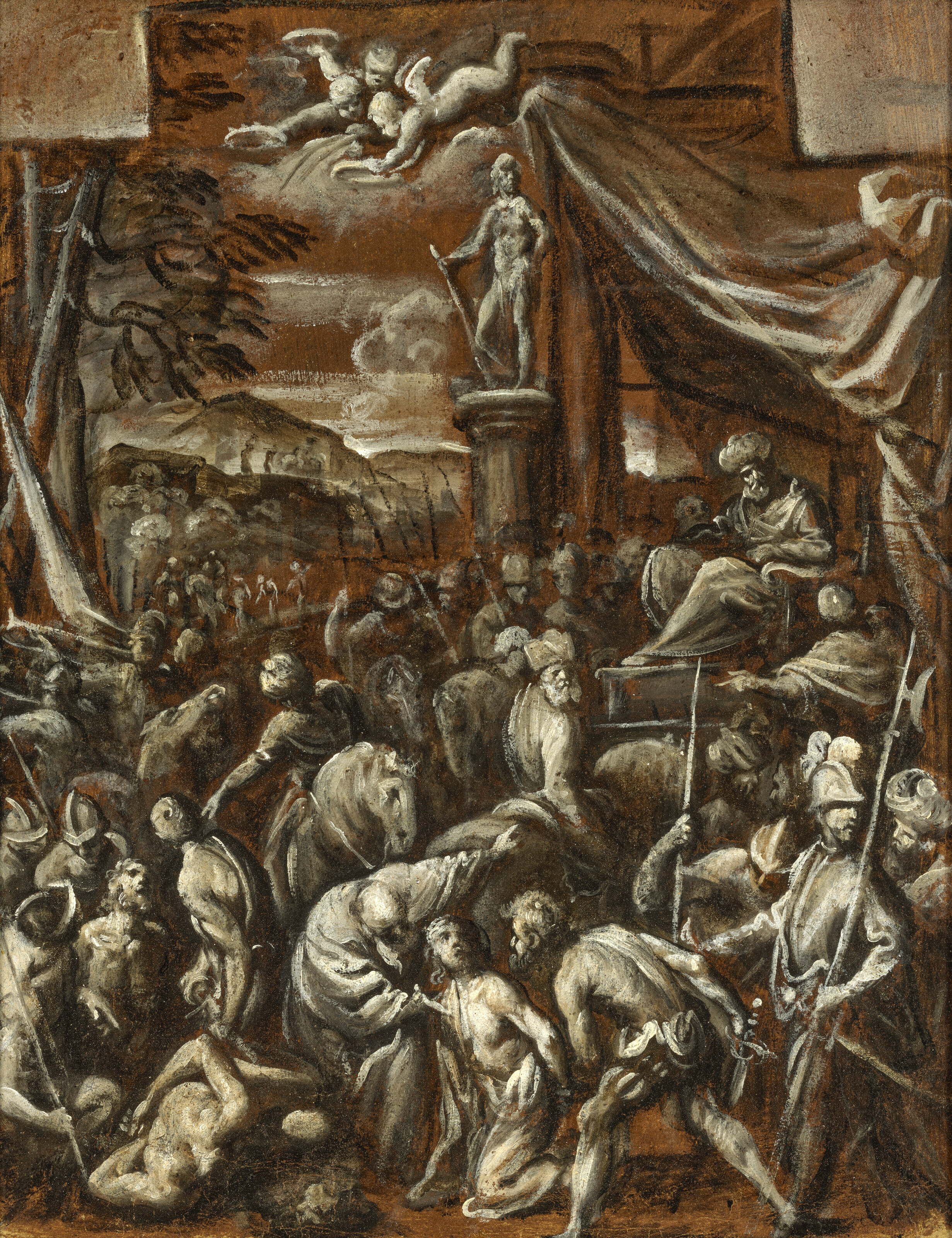
Мученичество святых Валериана, Тибурта и Максимуса. Бумага на холсте, масло
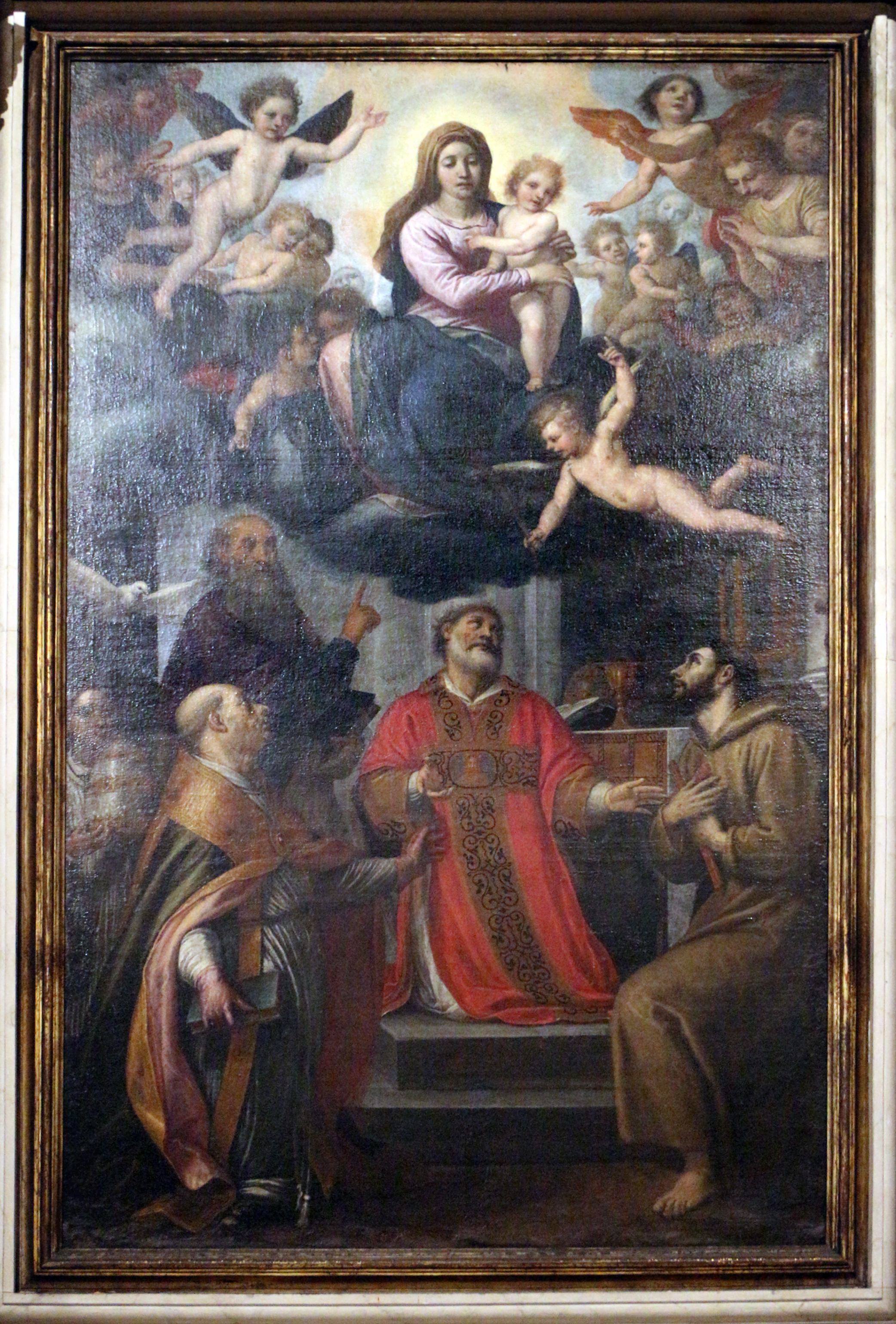
Мадонна во Славе со святыми. 1605. Собор, Ливорно
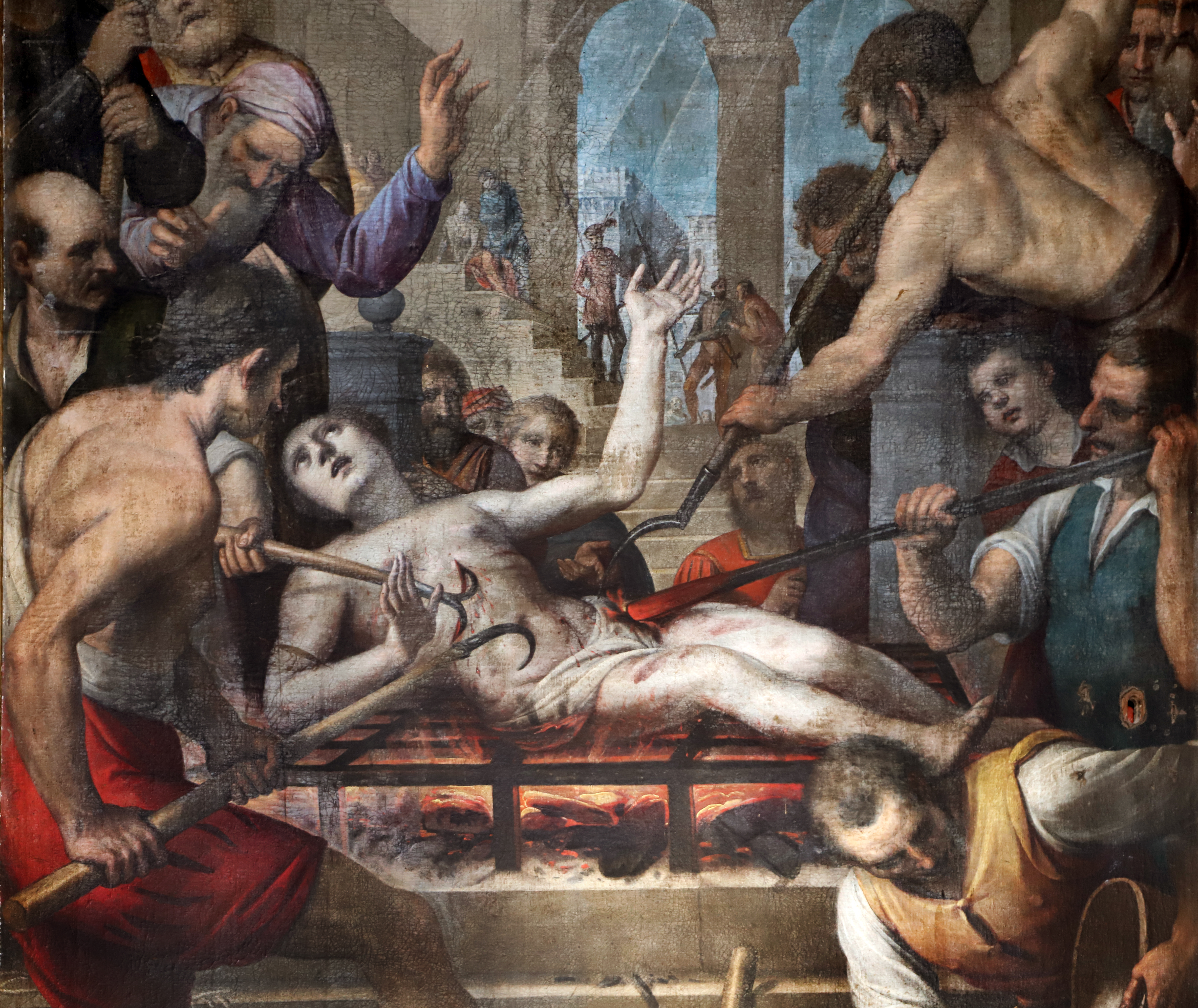
Мученичество Святого Винченцо. 1605. Церковь Сан-Феделе, Поппи, Тоскана